# Vsévolod Bagno

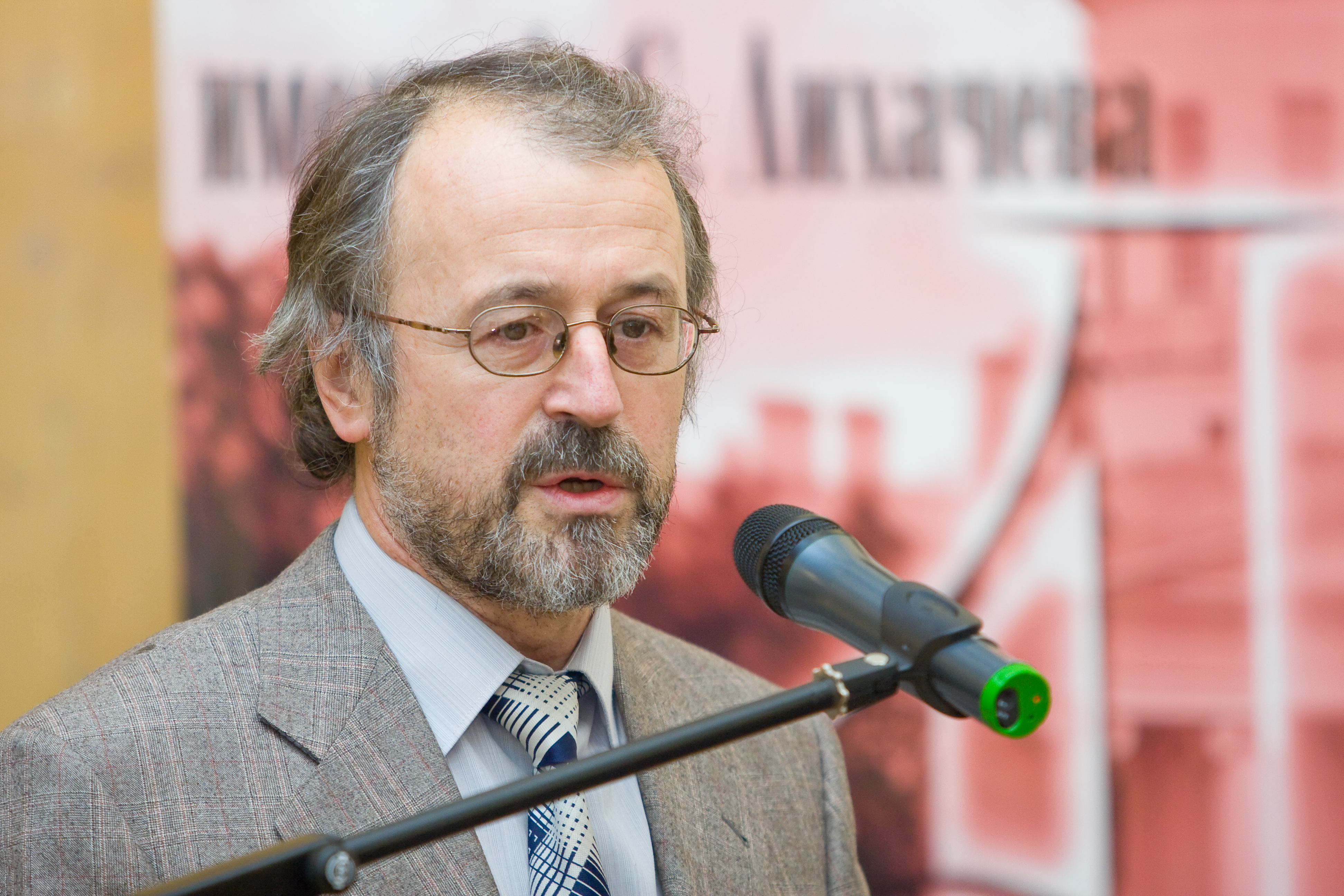

Vsévolod Yevguénievich Bagnó (en ruso: Все́волод Евге́ньевич Багно́; Engels, óblast de Sarátov, 7 de junio de 1951) es un hispanista y cervantista ruso.
Catedrático de la Universidad Estatal de San Petersburgo, hizo su tesis sobre El destino ruso y mundial del mito de Don Quijote y escribió además la monografía El Quijote vivido por los rusos. En 1977, defendió la tesis de candidato de Ciencias titulada Emilia Pardo Bazán y la literatura rusa en España y, en 1994, la tesis de Dóktor nauk sobre El destino ruso y mundial del mito de Don Quijote. Tiene publicados más de 280 trabajos científicos. Desde 2006, es miembro correspondiente de la Academia de Ciencias de Rusia. Entre 2007 y 2017, dirigió el Instituto de Literatura Rusa de la Academia de Ciencias de Rusia.
En 2021, dirigía el Departamento de las Interrelaciones de la literatura rusa con las mundiales (Отдел взаимосвязей русской и зарубежных литератур) del Instituto de Literatura Rusa y pertenece al consejo científico de Moenia, la Revista Lucense de Lingüística & Literatura de la Universidad de Santiago de Compostela, y al comité de redacción de la revista Unión Libre. Cuadernos de vida e culturas. 
Tradujo al ruso, entre otros autores, a Francisco de Quevedo, Ramón María del Valle-Inclán, Jorge Luis Borges y Julio Cortázar. Del catalán tradujo al ruso al poeta Salvador Espriu.